# تام بریدی
تام بِرِیدی (به انگلیسی: Tom Brady؛ زادهٔ ۳ اوت ۱۹۷۷) یک بازیکن سابق فوتبال گریدیرون اهل ایالات متحده آمریکا است.

وی با داشتن ۷ قهرمانی در کارنامه، پر افتخارترین بازیکن تاریخ لیگ فوتبال آمریکایی می‌باشد. او همچنین از دوستان نزدیک دونالد ترامپ می‌باشد.

## فینالِ سال ۲۰۱۷ و بردی تاریخی
نیو انگلند پس از رسیدن به فینال فصل ۵۱ لیگ آمریکایی (۲۰۱۷)، رو در روی تیم آتلانتا فالکونز به بازی رفت. شروع بازی برای نیو انگلند اصلاً جالب نبوده و کار تا آنجایی پیش می‌رود که تا اواخر کوارتر سوم، ۲۸–۳ عقب می‌مانند و هواداران نیو انگلند شروع به ترک ورزشگاه می‌کنند. اما نیوانگلند کواتر چهارم بازی را طوفانی آغاز کرده و کار را مساوی (۲۸–۲۸) کرده و بازی به وقت اضافه می‌کشد. این اولین فینال در تاریخ لیگ فوتبال آمریکایی بود که به وقت اضافه کشیده شد. در وقت اضافه نیو انگلند تسلط بازی را حفظ کرده و ۲۸–۳۴ در کمال ناباوری آتلانتا فالکونز، را شکست داده و برای پنجمین بار قهرمان می‌شود. تام بریدی نقش به سزایی را در برد و قهرمانی این تیم ایفا کرد. دونالد ترامپ، رئیس‌جمهور وقت آمریکا، بابت این برد ابراز شگفتی کرده و در توییتر خود به تام بریدی و تیم تبریک گفت. مایک پنس، معاون اول رئیس‌جمهور آمریکا، و جرج هربرت واکر بوش، رئیس‌جمهور سابق آمریکا نیز این بازی را از نزدیک تماشا کردند.